# Igrzyska Południowego Pacyfiku 1987
Igrzyska Południowego Pacyfiku 1987 (ang. South Pacific Games 1987) – ósma edycja Igrzysk Południowego Pacyfiku, która odbyła się w dniach 8-20 grudnia 1987 roku w stolicy Nowej Kaledonii, Numei. W tabeli medalowej zwyciężyli gospodarze, dla których było to siódme z rzędu zwycięstwo w tabeli medalowej igrzysk.

## Dyscypliny
- Koszykówka  (szczegóły)
- Lekkoatletyka  (szczegóły)

## Tabela medalowa
| Tabela medalowa |                     |    |    |    |         |
| Poz.            | Państwo             |    |    |    | Łącznie |
| 1               | Nowa Kaledonia      | 82 | 48 | 38 | 168     |
| 2               | Polinezja Francuska | 35 | 38 | 43 | 116     |
| 3               | Papua-Nowa Gwinea   | 15 | 27 | 27 | 69      |
| 4               | Fidżi               | 9  | 14 | 15 | 38      |
| 5               | Samoa Amerykańskie  | 9  | 5  | 5  | 19      |
| 6               | Wallis i Futuna     | 3  | 3  | 6  | 12      |
| 7               | Tonga               | 3  | 3  | 6  | 12      |
| 8               | Mariany Północne    | 2  | 3  | 1  | 6       |
| 9               | Guam                | 1  | 8  | 13 | 22      |
| 10              | Wyspy Cooka         | –  | 3  | 1  | 4       |
| 11              | Norfolk             | –  | 2  | 3  | 5       |